# Гонсалес (округ, Техас)
Шаблон:StateAbbr_ 29°27′ пн. ш. 97°29′ зх. д. / 29.45° пн. ш. 97.49° зх. д.
Округ Гонсалес (англ. Gonzales County) — округ (графство) у штаті Техас, США. Ідентифікатор округу 48177.

## Історія
Округ утворений 1837 року.

## Демографія
За даними перепису 2000 року загальне населення округу становило 18628 осіб, зокрема міського населення було 7014, а сільського — 11614. Серед мешканців округу чоловіків було 9239, а жінок — 9389. В окрузі було 6782 домогосподарства, 4873 родин, які мешкали в 8194 будинках. Середній розмір родини становив 3,21.
Віковий розподіл населення поданий у таблиці:
| Стать    | До 15 років | 15-21 | 22-29 | 30-39 | 40-49 | 50-65 | 65-85 | Понад 85 |
| -------- | ----------- | ----- | ----- | ----- | ----- | ----- | ----- | -------- |
| Чоловіки | 2172        | 1061  | 864   | 1179  | 1270  | 1348  | 1214  | 131      |
| Жінки    | 2032        | 914   | 860   | 1203  | 1192  | 1411  | 1441  | 336      |

## Суміжні округи
- Файєтт — північний схід
- Лавака — схід
- Девітт — південний схід
- Карнс — південний захід
- Вілсон — південний захід
- Гвадалупе — захід
- Колдвелл — північний захід

## Виноски
1. ↑  U.S. Decennial Census. United States Census Bureau. Архів оригіналу за 26 квітня 2015. Процитовано 27 квітня 2015.
2. ↑  Texas Almanac: Population History of Counties from 1850–2010 (PDF). Texas Almanac. Архів оригіналу (PDF) за 19 квітня 2015. Процитовано 27 квітня 2015.
3. ↑  State & County QuickFacts. United States Census Bureau. Архів оригіналу за 28 липня 2011. Процитовано 16 грудня 2013.(англ.) Наведено за англійською вікіпедією.
4. ↑  American FactFinder. Бюро перепису населення США. Архів оригіналу за 26 лютого 2012. Процитовано 31 січня 2008.

| США | Це незавершена стаття з географії США. Ви можете допомогти проєкту, виправивши або дописавши її. |